# آتلانتیس، دبی
آتلانتیس (به انگلیسی: Atlantis) نام هتلی است که در رأس جزیره مصنوعی نخل جمیرا در دبی، امارات متحدهٔ عربی واقع شده‌است. این هتل در ۲۴ سپتامبر ۲۰۰۸ (‎۳ مهر ۱۳۸۷) افتتاح شد. این هتل تقلیدی از آتلانتیس جزیره بهشتی است که در باهاما ساخته شده‌است.
این هتل مجموعاً ۱۵۳۹ اتاق در دو بال شرقی و غربی خود دارد که بوسیله پلی با نام Royal Bridge Suite به یکدیگر متصل شده‌است.
آکواوِنچر آتلانتیس یا پارک آبی آتلانتیس دبی نیز مجموعه پیشرفته ای است که در این هتل واقع گردیده‌است.

## پارک آبی
پارک آبی آتلانتیس یا آکواونچر آتلانتیس (Atlantis Aquaventure Waterpark) نام یک پارک آبی است که در قسمت بیرونی هتل آتلانتیس دبی واقع در جزیره نخل جمیرا واقع شده‌است.
این پارک آبی مدرن در زمینی به مساحت ۱۴۱ هکتار ساخته شده‌است و دارای بخش‌های مختلفی از جمله سرزمین دلفین‌ها، سرزمین شیرهای دریایی، وسایل بازی آبی مختلف، آکواریوم و دنیای زیر آب دبی، و غواصی می‌باشد.

## نگارخانه

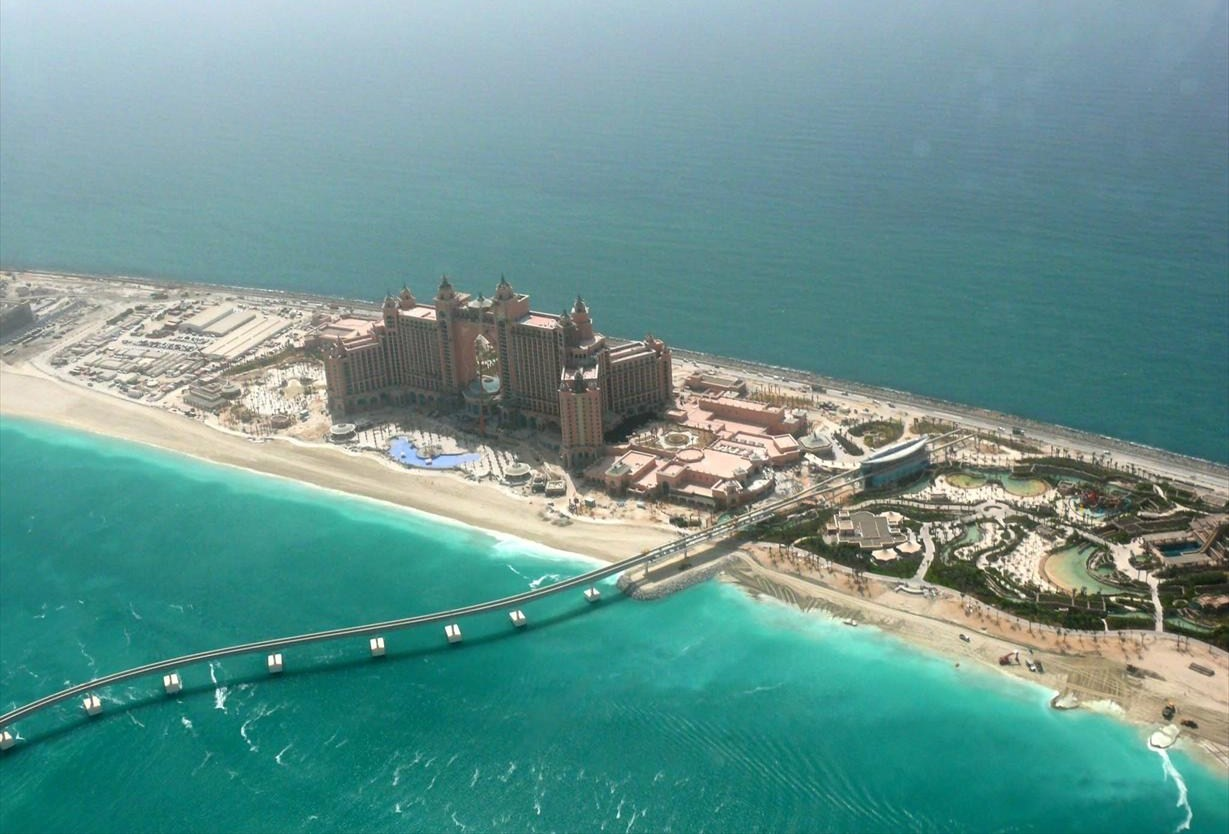
نمایی از مجموعهٔ آتلانتیس در مه ۲۰۰۸
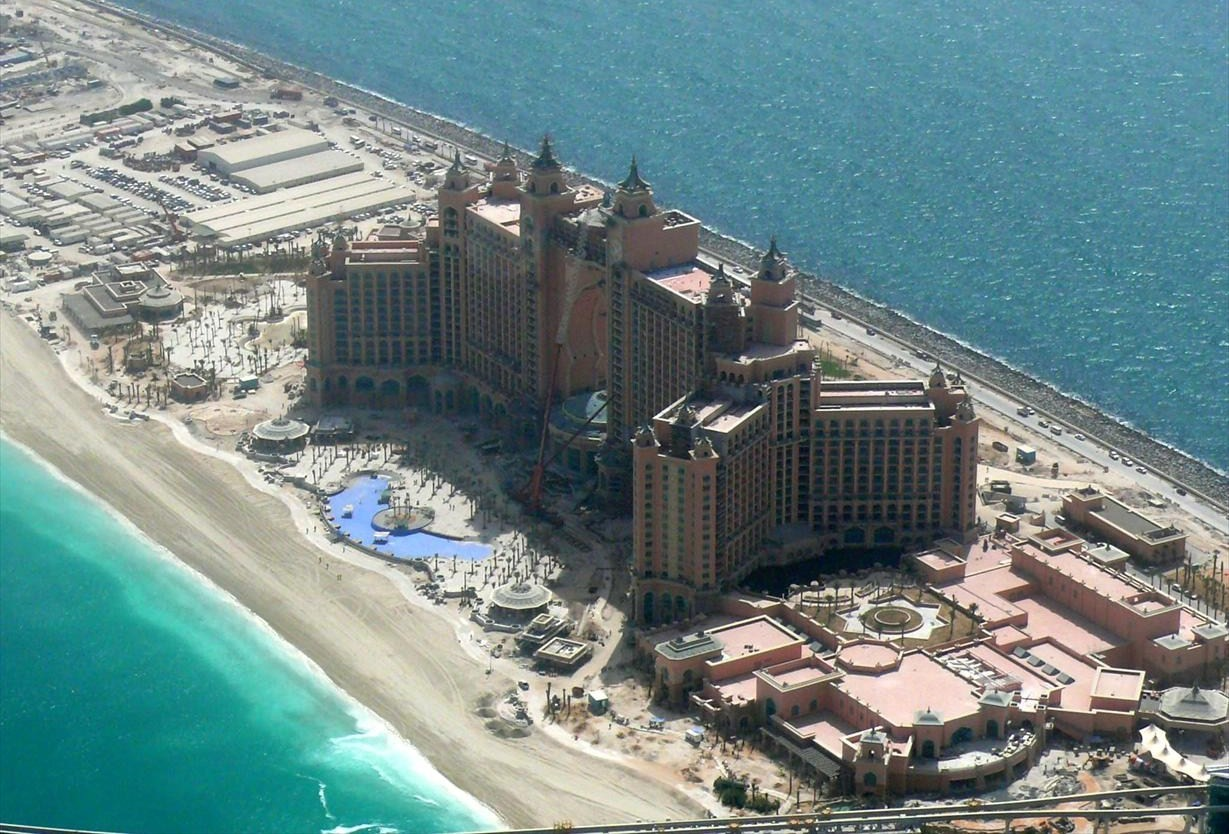
نمایی از مجموعهٔ آتلانتیس در مه ۲۰۰۸
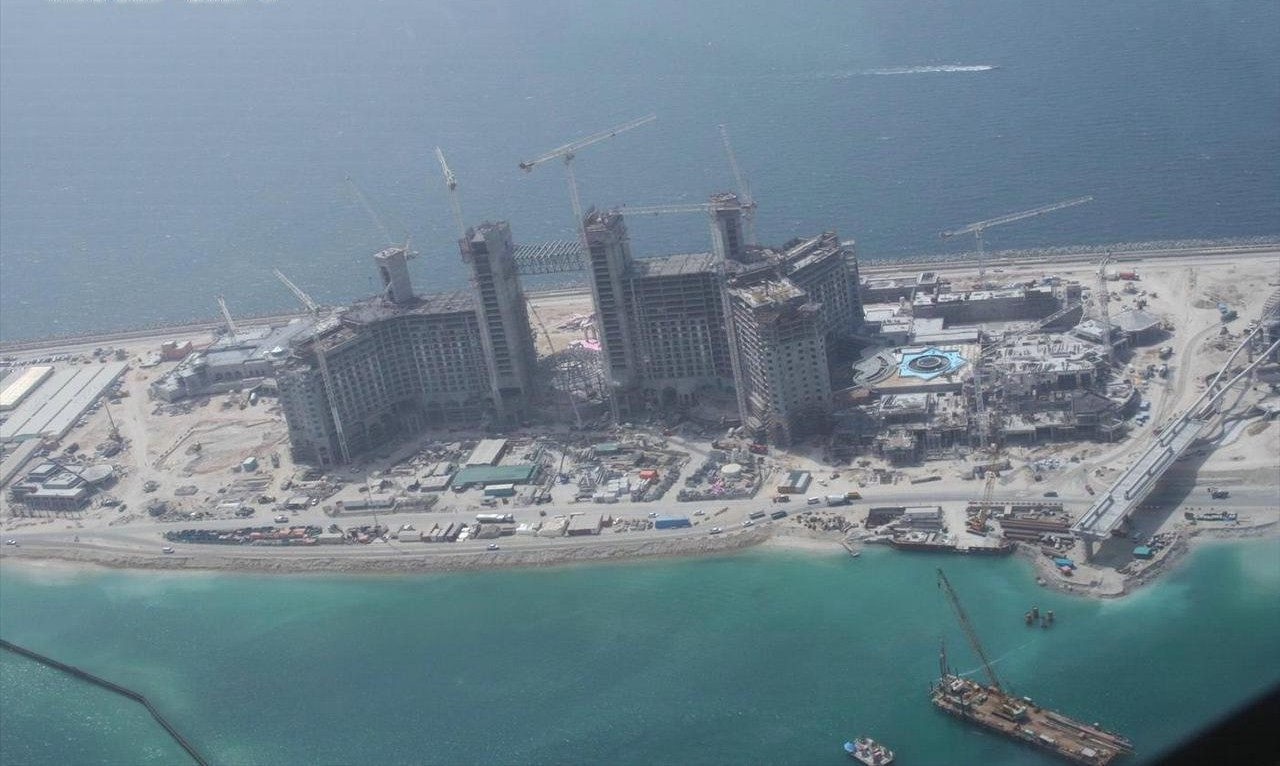
نمایی از مجموعهٔ آتلانتیس در مه ۲۰۰۷
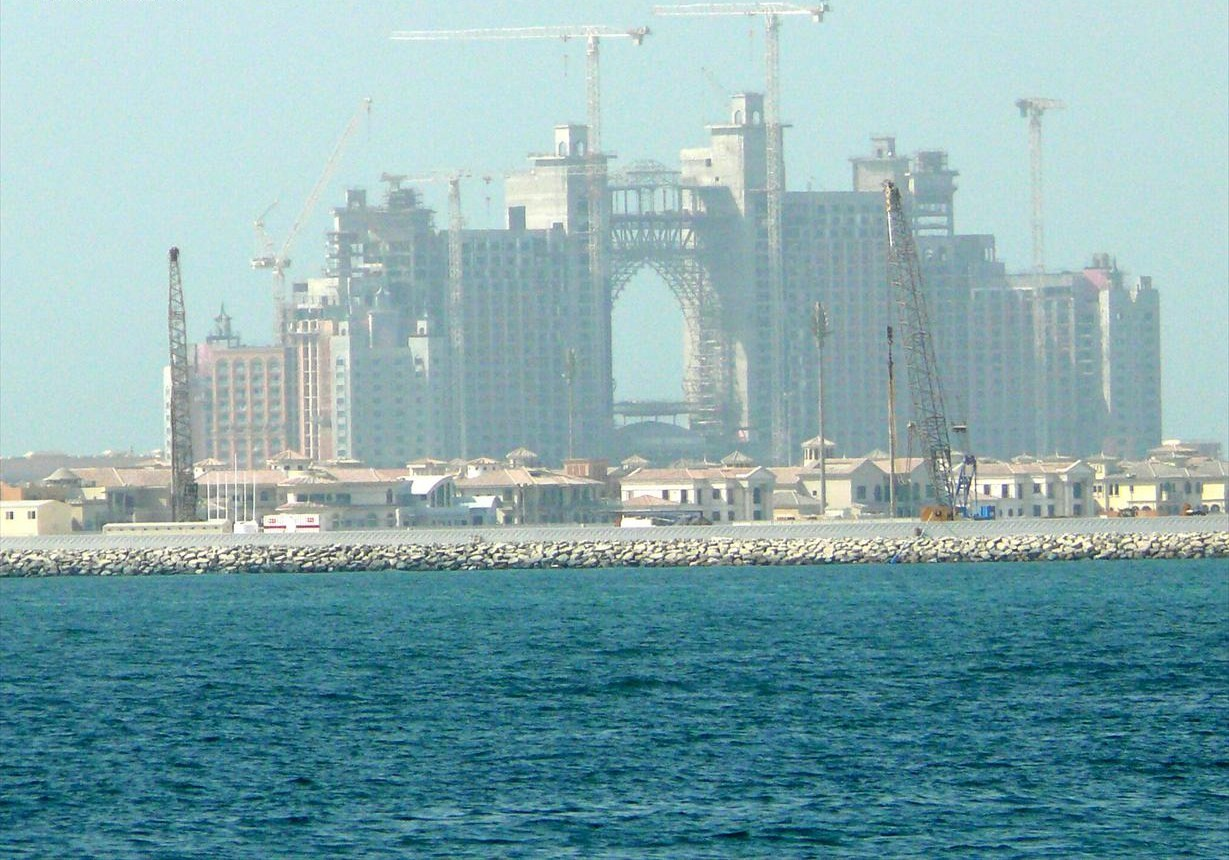
نمایی از مجموعهٔ آتلانتیس در آگوست ۲۰۰۷